# PTK2
Protein tyrosine kinase 2 eller PTK2, även kallat Focal Adhesion Kinase (FAK), är ett protein som hos människor kodas av PTK2-genen. 
PTK2 är ett protein associerat till celladhesion och cellvandring. PTK2 är ett tyrosinkinas som finns koncentrerat till fokaladhesioner, en form av makromolekylära proteinaggregat som bland annat styr extracellulära matrixet.
PTK2 har även till uppgift att stimulera PI3K/AKT-signaleringsvägen, vilket leder till fosforylering av proteinet Bad, vilket hämmar apoptos, celldöd.